# کلسیمی‌شدن کیسه

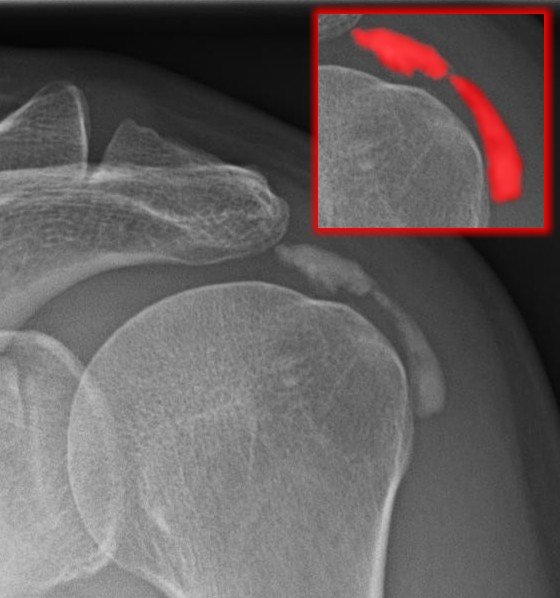

بورسیت کلسیفیه (به انگلیسی: Calcific bursitis) یا کلسیمی‌شدن کیسه عبارت است از وجود توده‌های کلسیمی در کیسه‌ها (بورس‌ها).
کیسه در بدن، کیسه‌ای کوچک حاوی مایع سینوویال است که باعث کاهش اصطکاک بین بافت‌های مجاور خود می‌گردد، بنابراین در تسهیل حرکات آن‌ها نسبت به یکدیگر نقش دارد. به التهاب یک کیسه، بورسیت می‌گویند.
بورسیت کلسیفیه، به‌طور شایعی در ناحیه شانه ایجاد می‌گردد. در این ارتباط، کیسه زیر-اخرمی (بورس ساب آکرومیال) که در ناحیه شانه بین زایده آکرومیون و تاندون ماهیچه فوق خاری (سوپرااسپیناتوس) قرار می‌گیرد، شایع‌ترین بورسی است که درگیر می‌شود. این کیسه، کیسه زیردالی نیز خوانده می‌شود، چون ادامه آن، تا زیر ماهیچه دالی (دلتوئید) امتداد می‌یابد. گاهی این دو قسمت (بورس ساب آکرومیال یا ساب دلتوئید) مجزا بوده، اگرچه معمولاً با یکدیگر درارتباط هستند.

## علل
عوامل زیر ممکن است در ایجاد بورسیت کلسیفیه نقش داشته باشند:
- بورسیت مزمن. درصورت عدم درمان بورسیت، احتمال رسوب املاح کلسیمی در بورس وجود دارد.
- تاندونیت کلسیفیه. گاهی املاح کلسیم از تاندون‌هایی که دچار رسوب شده‌اند، به بورس‌ها منتقل می‌شود.
- پارگی نسوج اطراف تاندون.[۲] در مواردی، پارگی بافت‌های اطراف تاندون باعث ورود توده‌های کلسیمی به بورس می‌گردد. این حالت ممکن است درارتباط با شانه از تاندون عضله سوپرااسپیناتوس به بورس ساب آکرومیال رخ دهد.

## علایم و نشانه‌ها
احتمال ایجاد علایم و نشانه‌های زیر در بورسیت کلسیفیه وجود دارد:
- درد به هنگام استراحت (به ویژه در مرحله حاد آسیب)
- حساسیت ناحیه در لمس
- دردناک بودن حرکات مفصل که بیشتر می‌تواند به هنگام تحت فشار قرار گرفتن بورس ایجاد گردد.
- محدود شدن دامنه حرکتی مفصل
- تورم

## تشخیص
- تصویر رادیولوژی (X-Ray)
- ام آر آی (MRI)

## درمان
- سرمادرمانی (مثلاً استفاده از یخ به هنگام درد حاد)
- استراحت و بی حرکتی (مثلاً استفاده از اسلینگ)
- داروهای ضد التهابی غیر استروئیدی[۳]
- تزریق‌های استروئیدی جهت کاهش درد
- فیزیوتراپی
- تخلیه (آسپیراسیون) بورس
- درمان جراحی